# Duel american
Duelul american este o formă de suicid asemănător cu ruleta rusească, regulile duelului american pot fi diferite ca de exemplu:
- Participanții la duel trebuie să aleagă unul din gloanțele acoperite (de culoare albă și neagră). Cel care a ales glonțul negru trebuie să se sinucidă într-o perioadă de timp stabilită. Duelul american de fapt nu are nimic în comun cu un duel propriu zis fiind mai precis o „hotărâre a destinului”. Există o teorie prin care urmașul pe tronul habsburg, Prințul Rudolf al Austriei s-ar fi sinucis în castelul Mayerling tocmai în urma unui duel american.